# 페라리 612 스카글리에티
페라리 612 스카글리에티(이탈리아어: Ferrari 612 Scaglietti)는 페라리에서 2004년부터 2011년까지 생산했던 GT카다.

## 사양

### 차체
612 스카글리에티는 페라리의 두 번째 순수 알루미늄 차량이며, 최초의 차량은 페라리 360이다. 알코아와 공동으로 제작한 스페이스 프레임은 압출재와 주물재로 만든 다음 알루미늄 본체를 용접하며 612의 섀시는 599 GTB 플래그십 그랜드 투어러의 기반이 되었다.

### 엔진
612 스카글리에티는 엔진을 575 슈퍼아메리카의 엔진을 공유하며, 배기량은 5,748 cc (5.7 L)이다. 엔진의 압축비는 11:1이며 차량이 최고 속도 320 km/h (199 mph)에 도달할 수 있으며 0–100km/h (62mph)에서 3.9 ~ 4.2초만에 가속할 수 있다.
| 엔진 유형                               | 배기량, 돌림힘 출력                                              |
| --------------------------------------- | ---------------------------------------------------------------- |
| 5,748 cc (350.8 cu in) V12 (Tipo F133F) | 540 PS (397 kW; 533 hp) 7,250 rpm, 588 N·m (434 lb·ft) 5,250 rpm |

### 트랜스미션
612에서는 6단 수동 또는 6단 자동 수동 패들 변속기의 두 가지 변속기를 선택할 수 있다.

## 생산
612의 차체는 이탈리아 모데나에 있는 자동차의 이름을 딴 코치 빌더의 전 집이었던 페라리의 Carrozzeria Scaglietti 공장에서 총 3,025대를 생산하였다.

## 리콜
2008년에 페라리는 자동 수동 "F1"변속기가 장착 된 수백 대의 2005년~2007년 612 스카글리에티를 리콜하였다.

## 스페셜 모델

### 30주년 에디션 (2006년)
30주년 에디션은 Cornes & Co.가 일본으로 페라리 자동차를 수입한 30주년을 기념하여 일본 시장을 위한 한정판(20대만 생산) 변형 모델이다. HGTC 패키지, Blu Cornes 페인트 구성표, 탄소 섬유 필러 캡, 전면 및 후면 페시아의 메쉬 그릴 인서트가 특징이며, 가격은 33,980,000엔이다.

### 경찰차 (2007년)
페라리가 영국 경찰에 공급한 차종이며, HGTS 및 Daytona 스타일 시트, 맞춤형 스티치 및 가죽 세부 정보, 노란색 회전 카운터, 노란색 브레이크 캘리퍼 및 스쿠델리아 페라리 방패가 포함되어 있다. MSRP는 200,411 유로이다.